# Campeonato Catarinense de Basquete
O Campeonato Catarinense de Basquetebol realizado pela Federação Catarinense de Basketball é dividido nas seguintes Categorias:
- Campeonato.Juvenil - Masc/Fem.
- Campeonato Infanto - Masc/Fem.
- Campeonato Mirim Masc/Fem.
- Campeonato Cadete Masc/Fem.(16 anos)
- Campeonato Infantil Masc/Fem.(14 anos)
- Campeonato Pré-mirim Masc/Fem.(12 anos)
- Campeonato Adulto Fem/Masc.

## Campeonato Estadual de Basquete Masculino
| Ano  | Campeão             | Placar       | Vice-campeão     |
| ---- | ------------------- | ------------ | ---------------- |
| 1995 | ABAJ                | ?            | Ipiranga         |
| 1996 | ABAJ                | ?            | Adeblu           |
| 1997 | ABAJ                | ?            | Ipiranga         |
| 1998 | ABAJ                | ?            | Ipiranga         |
| 1999 | Ipiranga            | ?            | Abaf             |
| 2000 | Ipiranga            | ?            | Bandeirante      |
| 2001 | Bandeirante         | ?            | Ipiranga         |
| 2002 | Bandeirante         | ?            | Lages            |
| 2003 | Adeblu              | ?            | Bandeirante      |
| 2004 | CE Bom Jesus        | ?            | Lages            |
| 2005 | CE Bom Jesus        | ?            | Adeblu           |
| 2006 | Joinville EC        | ?            | Ipiranga         |
| 2007 | Joinville EC        | ?            | Ipiranga         |
| 2008 | Joinville EC        | ?            | Aviba            |
| 2009 | Joinville BA        | ?            | Aviba            |
| 2010 | Joinville BA        | ?            | Brusque          |
| 2011 | Joinville BA        | ?            | Brusque          |
| 2012 | Joinville BA        | 99-59        | AD Brusque       |
| 2013 | AD Brusque          | 55-54        | APAB/Blumenau    |
| 2014 | APAB/Blumenau       | 82-51        | AD Brusque       |
| 2015 | APAB/Blumenau       | 83-69        | AD Brusque       |
| 2016 | AD Brusque          | Quadrangular | APAB/Blumenau    |
| 2017 | APAB/Blumenau       | 2-0          | AD Brusque       |
| 2018 | APAB/Blumenau       | 71-68        | AABJ/Joinville   |
| 2019 | APAB/Blumenau       | 73-62        | AABJ/Joinville   |
| 2020 | Blackstar Joinville | Quadrangular | APAB/Blumenau    |
| 2021 | APAB/Blumenau       | 70-58        | ABLUJHE Basquete |
| 2022 | APAB/Blumenau       | 87-85        | AD Brusque       |
| 2023 | Brusque/KTO         | 87-77        | APAB/Blumenau    |

### Títulos por clube
| Clube               | Campeão | Campeão                                   | Finalista | Finalista                                 |
| ------------------- | ------- | ----------------------------------------- | --------- | ----------------------------------------- |
| Clube               | Qt.     | Anos                                      | Qt.       | Anos                                      |
| APAB/Blumenau       | 8       | 2014, 2015, 2017, 2018 e 2019, 2021, 2022 | 3         | 2013 e 2016, 2020, 2023                   |
| ABAJ                | 4       | 1995, 1996, 1997 e 1998                   | -         | -                                         |
| Joinville BA        | 4       | 2009, 2010, 2011 e 2012                   | -         | -                                         |
| Joinville EC        | 3       | 2006, 2007, 2008                          | -         | -                                         |
| SRE Ipiranga        | 2       | 1999 e 2000                               | 6         | 1995, 1997, 1998, 2001, 2006 e 2007       |
| AD Brusque          | 3       | 2013, 2016, 2023                          | 7         | 2010, 2011, 2012, 2014, 2015 e 2017, 2022 |
| Bandeirante         | 2       | 2001 e 2002                               | 1         | 2000                                      |
| CE Bom Jesus        | 2       | 2004 e 2005                               | -         | -                                         |
| ADEBLU              | 1       | 2003                                      | 2         | 1996 e 2005                               |
| Blackstar Joinville | 1       | 2020                                      | -         | -                                         |
| AABJ/Joinville      | -       | -                                         | 2         | 2018 e 2019                               |
| AD Lages            | -       | -                                         | 2         | 2002 e 2004                               |
| Basquetebol Videira | -       | -                                         | 2         | 2008 e 2009                               |
| ABLUJHE Basquete    | -       | -                                         | 1         | 2021                                      |
| ABAF                | -       | -                                         | 1         | 1999                                      |

### Títulos por cidade
| Cidade        | Campeão | Campeão                                                   | Finalista | Finalista                                    |
| ------------- | ------- | --------------------------------------------------------- | --------- | -------------------------------------------- |
| Cidade        | Qt.     | Anos                                                      | Qt.       | Anos                                         |
| Joinville     | 14      | 1995-1998 e 2004-2012, 2020                               | 2         | 2018 e 2019                                  |
| Blumenau      | 10      | 1999, 2000, 2003, 2014, 2015, 2017, 2018, 2019 2021, 2022 | 11        | 1995-1998, 2001, 2005-2007, 2013, 2016, 2023 |
| Brusque       | 5       | 2001, 2002, 2013, 2016, 2023                              | 8         | 2000, 2003, 2010-2012, 2014, 2015 e 2017     |
| Lages         | -       | -                                                         | 2         | 2002 e 2004                                  |
| Videira       | -       | -                                                         | 2         | 2008 e 2009                                  |
| Joaçaba       | -       |                                                           | 1         | 2021                                         |
| Florianópolis | -       | -                                                         | 1         | 1999                                         |

### Top 10 maiores pontuadores
| Pos. | Atleta                 | Clube               | Pontos | Temporada |
| ---- | ---------------------- | ------------------- | ------ | --------- |
| 1    | Luiz Felipe            | ABAJ                | 374    | 1997      |
| 2    | Antonio L Henn Jr      | ADEBLU              | 324    | 2005      |
| 3    | Luiz H. Semmke dos S   | APAB/Blumenau       | 321    | 2016      |
| 4    | Leandro Silva          | Joinville Blackstar | 316    | 2018      |
| 5    | Pedro P. de Souza      | CE Bom Jesus        | 294    | 2004      |
| 6    | Marcos A. Cunha        | ABAJ                | 277    | 1996      |
| 7    | Rafael L. Rigoni       | AVIBA/Videira       | 261    | 2008      |
| 8    | Vinicius Bristott      | AVIBA/Videira       | 256    | 2009      |
| 9    | Christian C Koschinski | Joinville EC        | 255    | 2006      |
| 10   | Joel B. da Costa       | SRE Ipiranga        | 248    | 2001      |

## Campeonato Estadual de Basquete Feminino
| Ano           | Campeão     | Placar | Vice-campeão |
| ------------- | ----------- | ------ | ------------ |
| 1995          | Adeblu      | ?      | Abaj         |
| 1996          | Adeblu      | ?      | Adiee        |
| 1997          | Adeblu      | ?      | AABB         |
| 1998          | Adeblu      | ?      | Abaj         |
| 1999          | Vasto Verde | ?      | Abaj         |
| 2000          | Vasto Verde | ?      | Abaj         |
| 2001          | Abaj        | ?      | Adiee        |
| 2002          | Lages       | ?      | Adiee        |
| 2003          | Lages       | ?      | Vasto Verde  |
| 2004          |             |        |              |
| 2005          | Vasto Verde | ?      | Joinville    |
| 2006          | Vasto Verde | ?      | Ajab         |
| 2007          | Adiee       | ?      | Vasto Verde  |
| 2008          | Adiee       | ?      | Vasto Verde  |
| 2009          | Joinville   | ?      | Vasto Verde  |
| 2010          | Vasto Verde | ?      | Joinville    |
| 2011          | Vasto Verde | ?      | Adiee        |
| 2012          | Vasto Verde | 90-66  | Chapecó      |
| 2013          | Vasto Verde | 58-55  | Chapecó      |
| 2014          | Vasto Verde | 64-62  | Chapecó      |
| 2015 Detalhes | Vasto Verde | 52-55  | Chapecó      |
| 2016 Detalhes | Chapecó     | 57-51  | Vasto Verde  |

## Links
- JOINVILLE É CAMPEÃO CATARINENSE PELA NOVA VEZ
- Campeões Catarinense